# Sun Fire

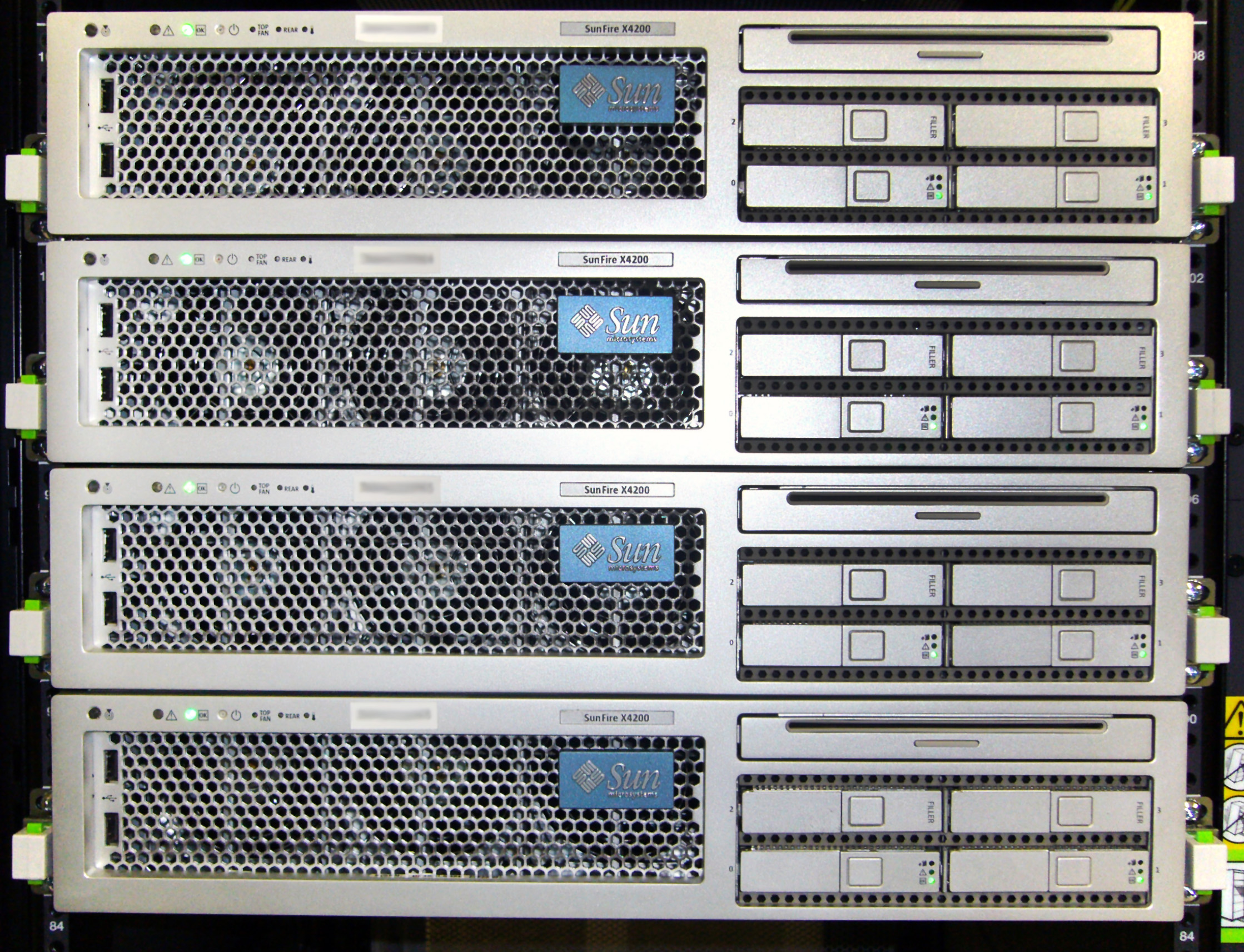
Serveurs SunFire X4200

Les serveurs informatique SunFire sont une gamme d'ordinateurs conçus par le constructeur Sun Microsystems à partir de 2001 (Sun a été racheté en 2010 par Oracle) La sortie de la marque Sun Fire correspond à l'introduction du processeur UltraSPARC III en remplacement de l'UltraSPARC II. En 2003, Sun a introduit l'utilisation de processeurs Intel Xeon, et en 2004 les modèles AMD Opteron.

## Différents modèles de la gamme
- Sun Fire E25K
- SunFire 1280
- SunFire V880
- SunFire V890
- SunFire X4100
- SunFire X4200[1]
- Sun Fire X4500 (serveur de stockage)